# Blackthorn (Oxfordshire)
Blackthorn est une paroisse civile et un village de l'Oxfordshire, en Angleterre.